# Herpesviridae
Els Herpesviridae o Virus de l'herpes o herpesvirus són una gran família de virus d'ADN que causen malalties en els animals incloent-hi els humans Els membres d'aquesta família es coneixen també com virus de l'herpes. El nom d'aquesta família deriva del grec herpein ("arrossegar"), per tractar-se d'una infecció latent i recurrent.

## Estructura viral
Els virus de l'herpes tenen tots ells una estructura comuna; tots ells estan compostos d'una doble cadena d'ADN relativament llarga que codifica uns 100-200 gens en una càpsida icosaèdrica envoltada per una capa de proteïna anomenada tegument que conté tant proteïnes virals com ARNm viral i una membrana lipídica. La partícula completa s'anomena virió.

## Cicle del virus de l'herpes
Tots els Herpesviridae són replicadors nuclears; l'ADN viral és transcrit genèticament a ARN que infecten els nuclis de les cèl·lules.
La infecció comença quan una partícula de virus contacta amb una cèl·lula que disposa d'una proteïna específica transmembrana receptora de molècules en la superfície cel·lular. A continuació entra el virió a dins la cèl·lula cosa que permet que el seu ADN migri al nucli de la cèl·lula hoste. Dins del nucli es repliquen els ADN virals i hi ha la transcripció dels gens del virus.
Durant la infecció es transcriuen els gens virals (amb el cicle lític) i en algunes cèl·lules infectades els gens anomenats Human Herpes Virus Latency Associated Transcript (HHV-LAT) s'acumulen i així el virus pot persistir a la cèl·lula indefinidament.
Aquests tipus de virus compten amb nombrosos sistemes per evitar el sistema immunològic, un d'ells s'anomena evasió immunitària, amb la qual cosa poden imitar una proteïna humana.

## Infeccions en humans
Hi ha 8 diferents virus coneguts que se sap que poden causar malalties en els humans.
| Classificació dels Herpesvirus Humans (HHV) | |            |                                           | |                        |                                                                 |
| Tipus                                       | Sinònim | Subfamília | Cèl·lula objectiu principal               | Patofisiologia | Lloc de latència       | Mitjans d'estensió                                              |
| HHV-1                                       | Herpes simplex-1 (HSV-1)                                                                                            | α (Alfa)   | Mucoepitelial                             | Oral i/o genital (predominantment orofacial), com altres infeccions d'herpes simplex | Neurona                | Contacte íntim                                                  |
| HHV-2                                       | Herpes simplex-2 (HSV-2)                                                                                            | α          | Mucoepitelial                             | Oral i/ genital (predominantment genital), com altres infeccions d'herpes simplex | Neurona                | Contacte íntim (malaltia de transmissió sexual)                 |
| HHV-3                                       | Virus zoster varicel·la (VZV)                                                                                       | α          | Mucoepitelial                             | Grip del pollastre i Herpes zòster | Neurona                | Respiratori i contacte íntim                                    |
| HHV-4                                       | Virus d'Epstein-Barr (EBV), limfocriptovirus                                                                        | γ (Gamma)  | Cèl·lules B l i cèl·lules epitelials      | Mononucleosi infecciosa, Limfoma de Burkitt, Limfoma SNC i pacients amb Sida, Sindrome del desordre postransplantament (Post-transplant lymphoproliferative disorder o PTLD), Carcinoma nasofaringi, Leucoplàquia pilosa no associada a VIH (Non-HIV-associated hairy leukoplakia) | Cèl·lula B             | Contacte íntim, transfusions, teixits de transplant, i congènit |
| HHV-5                                       | Citomegalovirus (CMV)                                                                                               | β (Beta)   | Monòcit, limfòcit, i cèl·lules epitelials | Síndrome com si fos mononucleosi infecciosa, retinitis, etc. | Monocit, limfocit, i ? | Saliva                                                          |
| HHV-6                                       | Roseolovirus, Herpes lymphotropic virus                                                                             | β          | limfòcits T i ?                           | Roseola infantum o exanthema subitum | limfòcits T i ?        | Respiratori i contacte íntim                                    |
| HHV-7                                       | Roseolovirus | β          | Cèl·lules T i ?                           | Roseola infantum o exanthema subitum | Cèl·lules T i ?        | ?                                                               |
| HHV-8                                       | Herpesvirus associat al sarcoma de Kaposi (Kaposi's sarcoma-associated herpesvirus o KSHV), un tipus de radinovirus | γ          | Limfòcit i altres cèl·lules               | Sarcoma de Kaposi, limfoma d'efusió primària, alguns tipus de malaltia de Castleman | Cèl·lules B            | Contacte íntim sexual, saliva?                                  |

### Virus de l'herpes provinents d'altres animals
| Herpesvirus zoonòtics |        |                                                |            | |
| Espècie               | Tipus  | Sinònim                                        | Subfamília | Patofisiologia humana |
| Macaco                | CeHV-1 | Cercopithecine herpesvirus-1, (Monkey B virus) | α          | Molt poc corrent, amb només 25 casos registrats en humans. Sense tractament, la infecció és sovint mortal; 16 dels 25 casos desenvoluparen una encefalomielitis fatal. Com a mínim, 4 casos sobrevisqueren amb greus danys neurològics. Adonar-se dels primers símptomes i un tractament precoç són mesures importants a tenir en compte pel personal de laboratori exposat al virus. |
| Ratolí                | MuHV-4 | Murine gammaherpesvirus-68 (MHV-68)            | γ          | Infecció en un 4,5% de la població general, però és més freqüent en personal de laboratori en contacte amb ratolins d'experimentació. El test ELISA (Enzyme-Linked ImmunoSorbent Assay) tendeix a donar falsos positius. |

## Herpesviridae en animals
En viriologia animal els herpesvirus més importants pertanyen als Alphaherpesvirinae. La recerca en el virus de la pseudoràbia (Suid herpesvirus 1 o SuHV1, també conegut com a Pseudorabies virus o PRV), agent causant de la malaltia d'Aujeszky en els porcs ha fet utilitzar vacunes amb el virus PRV genèticament modificat, també experimentades en altres malalties causades per virus en bovins.
- Subfamília Alphaherpesvirinae
  - Gènere Simplexvirus
    - Herpesvirus 2 boví causa mammil·litis ulcerosa bovina i la malaltia anomenada dermatosi nodular contagiosa (Lumpy skin disease), considerada com emergent.[16]
    - Cercopithecine herpesvirus 1, també conegut com a Herpes B virus, causa l'Herpes simplex-like disease en Macacos.
    - Ateline herpesvirus 1, del mono aranya.

  - Gènere Varicellovirus
    - Herpesvirus 1 boví causa infeccions bovines, vaginitis, balanopostitis, i avortament.
    - Herpesvirus 5 boví causa encefalitis bovina.
    - Herpesvirus caprí 1 causa conjunctivitis en cabres.
    - Herpesvirus 1  causa pseudoràbia .
    - Herpesvirus 1 equí causa avortament en cavalls.
    - Herpesvirus 3 equí causa exantema coital en cavalls.
    - Herpesvirus 4 equí causa rinopneumonitis en cavalls.
    - Herpesvirus 1 caní  causa hemorràgia severa en cadells de gos.
    - Herpesvirus 1 felí causa rinotraqueitis i queratitis en gats.
    - Herpesvirus 1 ànec causa la pesta dels ànecs.

  - Gènere Mardivirus
    - Herpesvirus 2 gallina causa la malaltia de Marek.
    - Herpesvirus 3 gallina (GaHV-3 o MDV-2)
    - Herpesvirusde gall d'indi (HVT)

  - Gènere Iltovirus
    -  herpesvirus 1 gallines causa laringotraqueitis en ocells.
- Subfamília Betaherpesvirinae
  - herpesvirus 2 porcí causa rinitis en porcins.
- Subfamília Gammaherpesvirinae
  - Gènere Rhadinovirus
    - Alcelaphine herpesvirus 1 causa febre bovina catarral.
    - Alcelaphine herpesvirus 2 causa una versió de la febre bovina catarral en antílops.
    - Herpesvirus 4 boví
    - Herpesvirus 2 equí causa infecció per citomegalovirus.
    - Herpesvirus 5
    - Herpesvirus 4 de múrids (MHV-68)

## Taxonomia
La família Herpesviridae ha estat elevada a l'ordre Herpesvirales. Aquest ordre té 3 famílies, 3 subfamílies, 17 gèneres i 90 espècies.
Els següents gèneres s'inclouen a la família Herpesviridae:
- Subfamília Alphaherpesvirinae
  - Gènere Simplexvirus; espècie tipus: Herpes simplex 1 o malalties de l'Herpes simplex.
  - Gènere Varicellovirus; espècie tipus herpesvirus humà 3
  - Gènere Mardivirus; espècie tipus: Gallid herpesvirus 2
  - Gènere Iltovirus; espècie tipus Gallid herpesvirus 1
- Subfamília Betaherpesvirinae
  - Gènere Cytomegalovirus; espècie tipus: Herpesvirus humà 5; malaltia: mononucleosis
  - Gènere Muromegalovirus; espècie tipus : Murid herpesvirus 1
  - Gènere Roseolovirus; espècie tipus : Human herpesvirus 6; malalties: exantema subitum, roseola infantum
  - Gènere Roseolovirus; espècie tipus : Human herpesvirus 7; malalties: pityriasis rosea
  - Gènere Proboscivirus; espècie tipus : Elephantid herpesvirus 1
- Subfamília Gammaherpesvirinae
  - Gènere Lymphocryptovirus; espècie tipus : Epstein-Barr virus; malalties: mononucleosis, limfoma de Burkitt, carcinoma nasofaringi, malaltia de Hodgkin.
  - Gènere Rhadinovirus; espècie tipus : Human Herpesvirus 8, Saimiriine herpesvirus 2
  - Gènere Macavirus; espècie tipus : Alcelaphine herpesvirus 1
  - Gènere Percavirus; espècie tipus : Equid herpesvirus 2
- Sense assignar
  - Gènere Cercopithecine; espècie tipus : Cercopithecine herpesvirus 1

## Recerca

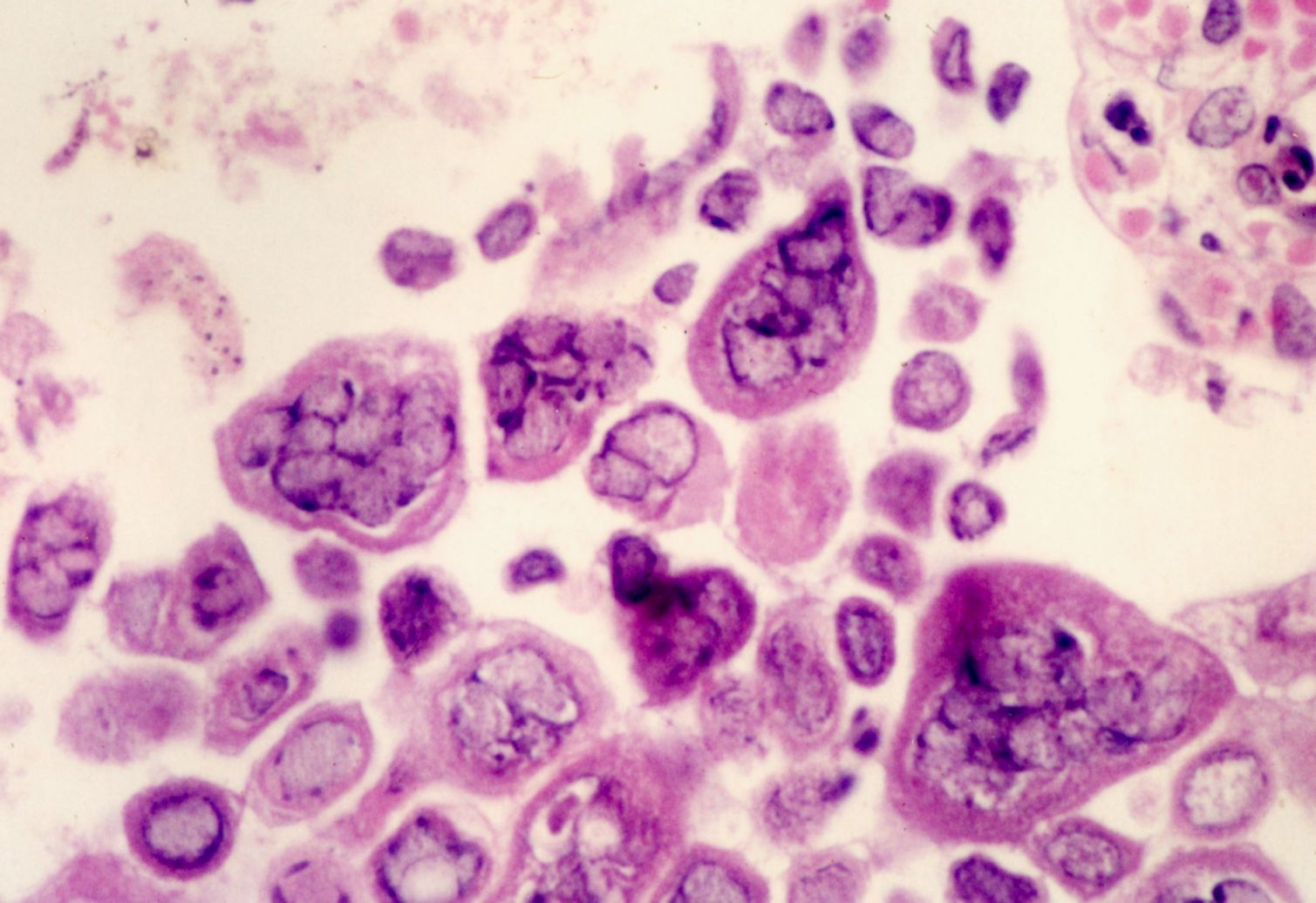
Cèl·lules multinucleades amb cossos d'inclusió viral intranuclears tipus Cowdry A, en una esofagitis herpètica (HSV). Microscopi òptic. 350X. Tinció d'HE.

La recerca científica actualment treballa en una varietat d'efectes secundaris o cocondicions relacionades amb els virus de l'herpes. Això inclou:
- Malaltia d'Alzheimer
- Arterioeclerosi
- Colangiocarcinoma
- Malaltia de Crohn
- Fatiga crònica
- Disautonomia
- Fibromiàlgia
- Esclerosi múltiple
- lupus
- Càncer de pàncrees
- Pancreatitis
- Pityriasis rosea
- Diabetis mellitus tipus 2